# گمانج علیا
گمانج علیا یکی از روستاهای استان آذربایجان شرقی است که در دهستان اسپران بخش مرکزی شهرستان تبریز واقع شده‌است.این روستا ۳۱۴ نفر جمعیت دارد.